# Flubromazepam
El flubromazepam es un derivado de la benzodiazepina que se sintetizó por primera vez en 1960, pero nunca se comercializó y no recibió más atención o estudio hasta finales de 2012, cuando apareció en el mercado gris como una nueva droga de diseño.
Un isómero alternativo, 5-(2-bromofenil)-7-fluoro-1,3-dihidro- 2H -1,4-benzodiazepin-2-ona o "iso-flubromazepam", puede haber sido vendido bajo el mismo nombre.

isómero alternativo

## Estatus legal

### Reino Unido
En el Reino Unido, el flubromazepam ha sido clasificado como un fármaco de Clase C por la enmienda de mayo de 2017 a la Ley de Uso Indebido de Drogas de 1971 junto con varios otros fármacos de benzodiacepinas de diseño.

### Estados Unidos
El flubromazepam, el clonazolam y el flubromazolam son sustancias controladas de la Lista I según la ley estatal de Virginia.